# Рудна-Велька
Рудна-Велька  (пол. Rudna Wielka) — пассажирская и грузовая железнодорожная станция в селе Рудна-Велька в гмине Свильча, в Подкарпатском воеводстве Польши. Имеет 1 платформу и 2 пути.
Станция была построена в 1886 году, когда эта территория была в составе Королевства Галиции и Лодомерии.